# Hinton Charterhouse
Hinton Charterhouse est un village du Bath and North East Somerset en Angleterre.
La paroisse civile, qui comprend aussi Midford (en), compte 515 habitants (2013).

## Histoire
Charterhouse Hinton faisait partie du Wellow Hundred (en).
La salle capitulaire avec bibliothèque et pigeonnier au-dessus de l'ancien prieuré des Chartreux de la chartreuse de Hinton date de 1232 et est un bâtiment classé Grade I. Le prieuré a été fondé en 1232 par Ela, comtesse de Salisbury, qui a également fondé l'abbaye de Lacock.
Hinton House a été construite vers 1700. C'est un bâtiment classé Grade II*.

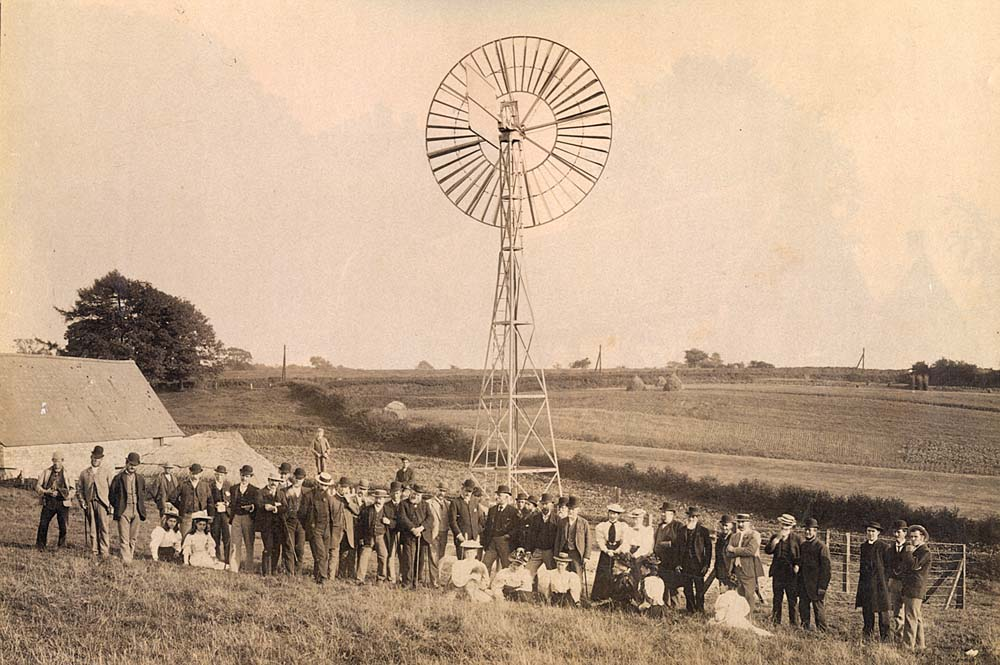
Éolienne en fer de Titt.

En 1895, une éolienne en fer de John Wallis Titt (en) a été installée pour pomper l'eau d'une source par le Bath Union Rural District Council.
Pendant la Seconde Guerre mondiale, la ligne GHQ passait juste au nord de Hinton Charterhouse. À (Hedge) Hog Wood, on peut encore voir les vestiges d'un fossé antichar et d'autres tranchées. Ces rares survivants ainsi que des piluliers plus robustes ont été construits dans le cadre des préparatifs anti-invasion britanniques.
L'ancienne école du village classée Grade II est maintenant une résidence privée.
Hinton Charterhouse Field (en) est un site biologique d'intérêt scientifique particulier de 0,32 ha et Hinton Charterhouse Pit (en) est un site géologique d'intérêt scientifique particulier de 0,4 ha.
L'église Saint-Jean-Baptiste date du XIIe siècle et est classée Grade II*.

## Personnalité
- Samuel Barrett Miles (1838-1914), officier, diplomate et explorateur, y est mort.